# Destroyer (film, 2018)
Pour les articles homonymes, voir Destroyer (homonymie).
Pour plus de détails, voir Fiche technique et Distribution.
Destroyer ou Destruction au Québec est un film policier dramatique américain réalisé par Karyn Kusama, sorti en 2018
.

## Synopsis
À cause d'une enquête, l'inspectrice du Los Angeles Police Department Erin Bell doit se confronter à son passé où elle a été infiltrée dans un gang.

## Fiche technique
- Titre original et français :  Destroyer
- Titre québécois : Destruction
- Réalisation :  Karyn Kusama
- Scénario :  Phil Hay (en) et Matt Manfredi (en)
- Direction artistique : Kay Lee
- Décors : Eric Jihwan Jeon
- Costumes : Audrey Fisher
- Photographie : Julie Kirkwood
- Montage : Plummy Tucker
- Musique : Theodore Shapiro
- Production : Fred Berger, Phil Hay et Matt Manfredi
- Sociétés de production : 30West et Automatik Entertainment
- Sociétés de distribution : Annapurna Pictures ; Entract Films (Québec), Metropolitan Filmexport (France)
- Pays d’origine :  États-Unis
- Langue originale : anglais
- Format : couleur
- Genres : drame, policier
- Durée : 123 minutes
- Dates de sortie : 
  - États-Unis : 31 août 2018 (Festival du film de Telluride)[2] ; 25 décembre 2018 (sortie nationale)
  - Québec : 25 janvier 2019 (sortie illimitée)[3]
  - France : 20 février 2019
  - Belgique : 13 mars 2019

## Distribution
- Nicole Kidman (VF : Danièle Douet ; VQ : Anne Bédard) : l'inspectrice Erin Bell
- Toby Kebbell (VF : Damien Ferrette ; VQ : Jean-François Beaupré) : Silas
- Tatiana Maslany (VF : Dorothée Pousséo ; VQ : Éveline Gélinas) : Petra
- Sebastian Stan (VF : Axel Kiener ; VQ : Nicholas Savard L'Herbier) : Chris
- Bradley Whitford (VF : Daniel Lafourcade ; VQ : Marc Bellier) : DiFranco
- Jade Pettyjohn (VF : Emmylou Homs) : Shelby Bell
- Scoot McNairy (VF : Yann Guillemot ; VQ : Claude Gagnon) : Ethan
- Toby Huss (VF : Gérard Darier ; VQ : François Godin) : Gil Lawson
- James Jordan (VF : Vincent Ropion) : Toby
- Beau Knapp (VF : Hugo Brunswick ; VQ : Hugolin Chevrette-Landesque) : Jay
- Zach Villa : Arturo

 Source et légende : version québécoise (VQ) sur Doublage.qc.ca
- Version française
  - Société de doublage : Dubbing Brothers
  - Direction artistique / Adaptation des dialogues : Déborah Perret

## Accueil

### Critiques
Le film reçoit des mauvais retours, avec une note moyenne de 2,6 sur AlloCiné.
Selon Première, le film « se présente plutôt comme un épisode au féminin de Breaking Bad, avec son héroïne dépressive et antipathique qui tente vainement de rétablir des liens familiaux. »
Télérama est encore plus sévère : « Aucune des pirouettes entre passé et présent, aucun des élégants effets de mise en scène ne parviennent à renouveler les clichés du genre. »

### Box-office
En France, le film comptabilise 32 347 entrées.

## Distinctions

### Sélections
- Festival du film de Telluride 2018[2]
- Festival international du film de Toronto 2018 : « Platform »[8],[9]
- Festival du film de Londres 2018 : sélection en compétition officielle
- Noir in Festival 2018 : sélection en compétition officielle

### Nomination
- Cérémonie des Golden Globes 2019 : Meilleure actrice dans un film dramatique pour Nicole Kidman